# Cys-la-Commune
Cys-la-Commune es una comuna francesa, situada en el departamento de Aisne, de la región de Alta Francia.

## Demografía
| 132 | 144 | 126 | 127 | 120 | 127 | 150 | 142 |
| Para los censos de 1962 a 1999 la población legal corresponde a la población sin duplicidades (Fuente: INSEE [Consultar]) |     |     |     |     |     |     |     |